# یواس‌آرسی میامی (۱۸۶۲)
یواس‌آرسی میامی (۱۸۶۲) (به انگلیسی: USRC Miami (1862)) یک کشتی بود که طول آن 115' بود.